# Dürr AG
Dürr AG er en tysk ingeniørkoncern indenfor fabriks- og industrianlæg. Virksomheden blev etableret som en metalforretning af Paul Dürr i Bad Cannstatt i 1895. De begyndte at bygge de første industrianlæg i 1950. Virksomheden blev børsnoteret i 1990 på Frankfurter Wertpapierbörse. De har hovedkvarter i Stuttgart. Deres anlæg benyttes indenfor maskinindustri, kemi- og medicinalindustri, træindustri og bilindustri.